# Dinoša
Dinoša este un sat din municipiul Podgorica (gradska opština Tuzi), Muntenegru. Conform datelor de la recensământul din 2003, localitatea are 520 de locuitori (la recensământul din 1991 erau 785 de locuitori).

## Demografie
În satul Dinoša locuiesc 368 de persoane adulte, iar vârsta medie a populației este de 35,4 de ani (35,9 la bărbați și 34,9 la femei). În localitate sunt 107 gospodării, iar numărul mediu de membri în gospodărie este de 4,86.
|  |

| Demografie | Demografie | Demografie |
| An         | Locuitori  | Locuitori  |
| ---------- | ---------- | ---------- |
|            |            |            |
|            |            |            |
|            |            |            |
|            |            |            |
| 1948       | 272        |            |
| 1953       | 377        |            |
| 1961       | 457        |            |
| 1971       | 575        |            |
| 1981       | 669        |            |
| 1991       | 785        | 570        |
| 2003       | 963        | 520        |

| \| Componența etnică conform recensământului din 2003[2] \| Componența etnică conform recensământului din 2003[2] \| Componența etnică conform recensământului din 2003[2] \| Componența etnică conform recensământului din 2003[2] \| Componența etnică conform recensământului din 2003[2] \| \| ----------------------------------------------------- \| ----------------------------------------------------- \| ----------------------------------------------------- \| ----------------------------------------------------- \| ----------------------------------------------------- \| \| \| \| \| \| \| \| Albanezi \| Albanezi \| \| 497 \| 95,57% \| \| Muntenegreni \| Muntenegreni \| \| 7 \| 1,34% \| \| Bosniaci \| Bosniaci \| \| 7 \| 1,34% \| \| Musulmani \| Musulmani \| \| 2 \| 0,38% \| \| Sârbi \| Sârbi \| \| 1 \| 0,19% \| \| necunoscută \| necunoscută \| \| 6 \| 1,15% \| |              |  |     |        |
| Componența etnică conform recensământului din 2003 |              |  |     |        |
| |              |  |     |        |
| Albanezi | Albanezi     |  | 497 | 95,57% |
| Muntenegreni | Muntenegreni |  | 7   | 1,34%  |
| Bosniaci | Bosniaci     |  | 7   | 1,34%  |
| Musulmani | Musulmani    |  | 2   | 0,38%  |
| Sârbi | Sârbi        |  | 1   | 0,19%  |
| necunoscută | necunoscută  |  | 6   | 1,15%  |

## Literatura
- Grupa autora: Istorijski leksikon Crne Gore, knjiga 3, Daly Press-Vijesti, 2006.